# GT Advance 2: Rally Racing
GT Advance 2: Rally Racing (Advance Rally au Japon) est un jeu vidéo de course développé par MTO et édité par THQ, sorti en 2001 sur Game Boy Advance.

## Accueil
- Electronic Gaming Monthly : 7/10[1]
- GameSpot : 8,1/10[2]
- IGN : 8,4/10[3]
- Jeuxvideo.com : 11/20[4]